# 松田和久 (実業家)
松田 和久（まつだ かずひさ、1940年9月7日- 2015年7月29日 ）は、日本の経営者。日本車輌製造社長、会長を務めた。

## 来歴・人物
神奈川県出身。1964年に東京大学工学部を卒業し、同年に日本国有鉄道に入社した。1987年4月に東海旅客鉄道に転じ、1990年6月に取締役に就任し、1994年6月に常務、1998年6月に専務を経て、1999年6月に日本車輌製造副社長に就任し、2000年6月には社長に昇格。2006年6月に取締役相談役に就任。
2015年7月29日、硬膜下血腫のために死去。74歳没。